# Rayna Vallandingham
Rayna Vallandingham (Encinitas, California, 18 de enero de 2003) es una artista marcial y actriz estadounidense. Ha sido campeona en múltiples torneos de taekwondo organizados por la Asociación Americana de Taekwondo. También ha participado en producciones cinematográficas y televisivas.

## Biografía
Nació en Encinitas, California, Estados Unidos, hija de madre de ascendencia india y padre de ascendencia neerlandesa.

### Carrera en artes marciales
Inició la práctica del taekwondo a los dos años, influenciada por su entorno familiar. A los ocho años obtuvo su primer título mundial en un campeonato de Taekwondo, convirtiéndose en una de las personas más jóvenes en alcanzar el rango de cinturón negro con dicho reconocimiento.
A lo largo de su trayectoria, ha ganado trece títulos en competiciones oficiales, en modalidades que incluyen combate tradicional y formas con armas, como el bastón bo y el nunchaku.

### Carrera actoral
Debutó en el cine en 2015 con la película Underdog Kids, dirigida por Phillip Rhee, en la que interpretó el papel de Leticia Hernández. En 2018 participó en el videoclip de la canción Youth de Shawn Mendes y Khalid. En 2023 apareció en el video musical Baby Don't Hurt Me de David Guetta, junto a Anne-Marie y Coi Leray.
En 2024 se incorporó al elenco de la serie Cobra Kai (temporada 6), producida por Netflix. Interpretó a Zara Malik, una competidora de artes marciales y personaje recurrente asociado al dojo ficticio «Iron Dragons». Su participación continuó en 2025, en el desenlace de la serie, dentro del torneo internacional Sekai Taikai.

## Filmografía

### Cine
- Underdog Kids (2015)

### Televisión
- Cobra Kai (2024–2025)

### Videoclips
- Youth – Shawn Mendes y Khalid (2018)
- Baby Don’t Hurt Me – David Guetta, Anne-Marie y Coi Leray (2023)
- Felicidades - Lenny Tavárez (2023)

## Vida personal
Ha expresado interés en promover la igualdad de género en el ámbito deportivo, particularmente en las artes marciales, subrayando la necesidad de una representación equitativa en disciplinas históricamente dominadas por varones.